# Riardo
Riardo – miejscowość i gmina we Włoszech, w regionie Kampania, w prowincji Caserta.
Według danych na rok 2004 gminę zamieszkiwało 2510 osób, 156,9 os./km².